# 烏雷特瓦
49°29′31″N 25°11′52″E / 49.49194°N 25.19778°E
烏雷特瓦（羅馬化：Urytva）是烏克蘭的村落，位於該國西部捷爾諾波爾州，由捷尔诺波尔区負責管轄，面積0.09平方公里，2001年人口221，人口密度每平方公里2,376.3人。